# تیم ملی فوتبال زنان شیلی
تیم ملی فوتبال زنان شیلی نماینده کشور شیلی در رده ملی فوتبال زنان است. این تیم تحت نظارت فدراسیون فوتبال شیلی قرار دارد و یکی از اعضای کونمبول است. بزرگترین رقابت این تیم در جام جهانی فوتبال زنان ۲۰۱۹ بود که آنها برای نخستین بار توانستند به جام جهانی صعود کنند.آنها پیشتر  نیز برای صعود به جام جهانی در سالهای ۱۹۹۱, ۱۹۹۵ و ۲۰۱۱ نزدیک شده بودند اما هیچگاه موفق نشده بودند. تیم فوتبال زنان شیلی در کنار برزیل تنها تیمهایی هستند که همیشه و در تمامی ادوار کوپا آمریکای زنان حضور داشته‌اند. بازی‌های دوستانهٔ  شیلی معمولاً با تیم آرژانتین که حریف سنتی آنها است انجام می‌شود. سرمربی این تیم خوزه لتلیری و کاپیتان آنها کریستین اندلر است.
به مانند بسیاری از کشورهای آمریکای جنوبی فوتبال زنان در این کشور نیز زیر سایه فوتبال مردان قرار دارد. شیلی با صعود به جام جهانی فوتبال زنان ۲۰۱۹ فرانسه نام خود را به عنوان پنجمین کشور عضو کونمبول که در هر دو ردهٔ فوتبال مردان و زنان توانسته است به جام جهانی صعود کند ثبت کرده است.